# Conchoïde van De Sluse

Familie van conchoïdes van De Sluse

Een conchoïde van De Sluse is een vlakke derdegraads kromme die tot de conchoïdes wordt gerekend, hoewel de definiërende, algemene eigenschap van die groep krommen niet overeenkomt met die van de conchoïde van De Sluse.
Deze conchoïde werd in 1662 voor het eerste beschreven door de Waalse theoloog en wiskundige René François Walter, baron De Sluse (1622–1685). De kromme wordt voor een vaste, reële waarde van het getal {\displaystyle a} gedefinieerd door de volgende vergelijking in poolcoördinaten:
{\displaystyle r=\sec \theta +a\cdot \cos \theta }
Voor verschillende waarden van {\displaystyle a} ontstaat dan een familie van conchoïdes van De Sluse, waarvan {\displaystyle a} de parameter is.

## Eigenschappen

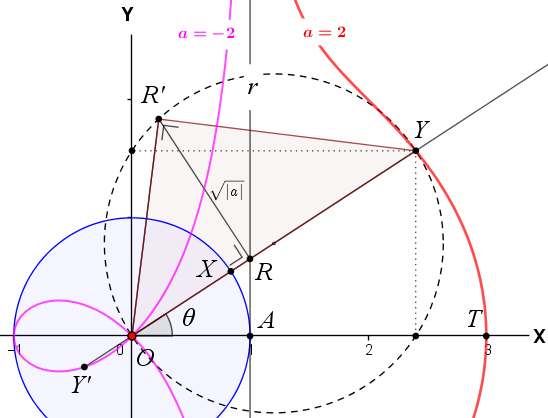
Synthetische constructie van de conchoïde van De Sluse

- Uit de poolvergelijking is direct af te leiden dat op de poolas {\displaystyle OY} ({\displaystyle O} is de pool en {\displaystyle Y} is een punt van de kromme) een punt {\displaystyle R} zó gelegen moet zijn dat:

{\displaystyle OR=\sec \theta ={\frac {1}{\cos \theta }}\quad } en {\displaystyle \quad RY=a\cdot \cos \theta }
- De vergelijking van de kromme luidt in een standaard euclidisch coördinatenstelsel:

{\displaystyle (x-1)({{x}^{2}}+{{y}^{2}})=a{{x}^{2}}}
Daaruit blijkt dat het punt {\displaystyle O=(0,0)} een geïsoleerd punt is van élk exemplaar uit de familie dat niet door {\displaystyle O} gaat ({\displaystyle a>-1}). Deze eigenschap is niet af te leiden uit de poolvergelijking.
- Uit de vergelijking blijkt ook dat de x-as symmetrie-as is van elke conchoïde van de familie.
- Is {\displaystyle a=0}, dan ontaardt de conchoïde in een rechte lijn, namelijk de lijn met vergelijking {\displaystyle x=1}. Deze lijn is de asymptoot van de andere conchoïden in de familie.
- Voor {\displaystyle a\neq -1} is het snijpunt van zo’n kromme met de x-as het punt {\displaystyle T=(1+a,0)}.
- Als {\displaystyle a<-1} is, dan is het punt {\displaystyle O} een dubbelpunt. De kromme heeft dan een “lus” links van de y-as.
- De richtkromme van de conchoïde is de lijn met vergelijking {\displaystyle x=1} (zie de afleiding van de vergelijking).

## Constructie
In een standaard euclidisch coördinatenstelsel is {\displaystyle O=(0,0)} de pool en {\displaystyle A=(1,0)}. De lijn {\displaystyle r} met vergelijking {\displaystyle x=1} is de richtlijn van de conchoïde. {\displaystyle X} is een punt van de eenheidscirkel. De halve lijn {\displaystyle OX} snijdt {\displaystyle r} in het punt {\displaystyle R}.

Met {\displaystyle \angle AOX=\theta } is in driehoek {\displaystyle OAR}: {\displaystyle \cos \theta ={\frac {OA}{OR}}={\frac {1}{OR}}}, zodat 
{\displaystyle OR=\sec \theta }.

Het punt {\displaystyle Y} ligt dan op die lijn met {\displaystyle RY=a\cdot \cos \theta }, immers dan is:
{\displaystyle r=OY=OR+RY=\sec \theta +a\cdot \cos \theta }
Is nu {\displaystyle RR'={\sqrt {|a|}}}, waarbij {\displaystyle RR'} in {\displaystyle R} loodrecht staat op {\displaystyle OY}, dan is in de R'-rechthoekige driehoek {\displaystyle OR'Y}:
{\displaystyle {{(RR')}^{2}}=OR\cdot RY}, zodat {\displaystyle a=OR\cdot OY=\sec \theta \cdot OY}
En hieruit volgt dat:
{\displaystyle OY={\frac {a}{\sec \theta }}=a\cdot \cos \theta }
Het punt {\displaystyle Y} is dus met passer en liniaal te construeren. Met andere woorden: élk punt van de conchoïde van De Sluse is met passer en liniaal te construeren.
Als dan {\displaystyle X} de eenheidscirkel doorloopt, is de meetkundige plaats van het punt {\displaystyle Y} de beschouwde conchoïde.
Nb. Voor negatieve waarden van {\displaystyle a} beschrijft het R-spiegelbeeld {\displaystyle Y'} van het op deze manier gevonden punt {\displaystyle Y} de conchoïde.

## Afleiding van de vergelijking
Voor de coördinaten {\displaystyle (x,y)} van het punt {\displaystyle Y} geldt:
{\displaystyle x=1+a\cdot {\cos }^{2}\theta }
En dan is voor {\displaystyle a\neq 0}:
{\displaystyle (1)...\;co{{s}^{2}}\theta ={\frac {x-1}{a}}}
De vergelijking van de poolas {\displaystyle OX} is {\displaystyle y=\tan \theta \cdot x}, zodat:
{\displaystyle {{y}^{2}}={\frac {{{\sin }^{2}}\theta }{{{\cos }^{2}}\theta }}{{x}^{2}}={{\sin }^{2}}\theta \cdot \left({\frac {a}{x-1}}\cdot {{x}^{2}}\right)}
En dit geeft:
{\displaystyle (2)...\;{{\sin }^{2}}\theta ={\frac {x-1}{a}}\cdot {\frac {{y}^{2}}{{x}^{2}}}}
Uit de relaties (1) en (2) hierboven blijkt dan door optelling:
{\displaystyle {\frac {x-1}{a}}+{\frac {x-1}{a}}\cdot {\frac {{y}^{2}}{{x}^{2}}}=1}
zodat inderdaad:
{\displaystyle (x-1)({{x}^{2}}+{{y}^{2}})=a{{x}^{2}}}

## Andere "leden" van de De Sluze-familie
- {\displaystyle a=0} : rechte lijn, de asymptoot in de familie
- {\displaystyle a=-1} : cissoïde van Diocles
- {\displaystyle a=-2} : rechte strofoïde
- {\displaystyle a=-4} : trisectrix van Maclaurin